# Kościół Ewangelicko-Luterański
Kościół Ewangelicko-Luterański, Kościół Staroluterański, Kościół Staroluterski – Kościół protestancki wyznania ewangelicko-augsburskiego powstały w XIX wieku w Królestwie Prus w związku ze sprzeciwem części wiernych i duchowieństwa luterańskiego na zmiany ustrojowe i doktrynalne w Kościele krajowym.

## Historia
W 1817 roku z woli króla Fryderyka Wilhelma III Hohenzollerna został utworzony w Prusach kościół ewangelicko-unijny jednoczący pod jedną administracją kościelną wyznawców luteranizmu i kalwinizmu. Powstała w ten sposób wspólnota otrzymała w 1830 roku nową ujednoliconą agendę kościelną. Spowodowało to opór niektórych kręgów społecznych i części duchowieństwa, pragnących zachować wierność luterańskim księgom wyznaniowym, stąd potocznie byli nazywani staroluteranami. Na czele separatystów stanął wrocławski teolog Johann Gottfried Scheibel, który za sprzeciw wobec zmian kościelnych został suspendowany i odsunięty od pracy duszpasterskiej. 
Mimo represji władz i aresztowań staroluterańskich pastorów w 1841 roku doszło do zwołania synodu we Wrocławiu, na którym ukonstytuowano nowe wyznanie. W 1845 roku rząd pruski wydał zgodę na rejestrację staroluterańskiego Kościoła Ewangelicko-Luterańskiego w Prusach, lecz aż do I wojny światowej nie był on równouprawniony z Pruskim Kościołem Unijnym i wielu wiernych z powodu represji wyemigrowało, głównie do Ameryki Północnej, tworząc tam nowe organizacje kościelne.
Do 1945 roku siedziba władz kościoła znajdowała się we Wrocławiu. Tutaj też działało staroluterańskie seminarium duchowne. Po II wojnie światowej ośrodek ten został przeniesiony do Elberfeld.
Obecnie na terenie Niemiec kontynuacją Kościoła Ewangelicko-Luterańskiego w Prusach oraz kilku innych Kościołów tej tradycji jest powstały w 1972 roku Samodzielny Kościół Ewangelicko-Luterański (SELK).

## Kościół Staroluterański w Polsce
W okresie międzywojennym część pruskich parafii staroluterańskich znalazła się na terenie Polski. Działały one od 1920 roku w województwie poznańskim i województwie pomorskim jako Kościół Ewangelicko-Luterański w Polsce Zachodniej. Siedzibą superintendenta i konsystorza było początkowo Rogoźno, od 1935 roku – Toruń. Wspólnota staroluterańska w Polsce liczyła kilka tysięcy wiernych, przeważnie Niemców (w parafii Czarnylas mieszkali staroluteranie narodowości polskiej). 
Kościół Ewangelicko-Luterański w Polsce Zachodniej utrzymywał przyjazne kontakty z Kościołem Ewangelicko-Augsburskim, któremu na stałe udostępniał swoje kościoły do odprawiania nabożeństw (Bydgoszcz, Leszno, Poznań, Toruń). Oprócz wymienionych, parafie staroluterańskie znajdowały się też w Nakle i w Nowym Tomyślu, ponadto istniały rozproszone placówki filialne.
Po II wojnie światowej staroluterańskie zbory na terenie Polskiej Rzeczypospolitej Ludowej zostały włączone w struktury Kościoła Ewangelicko-Augsburskiego w Polsce.

## Galeria

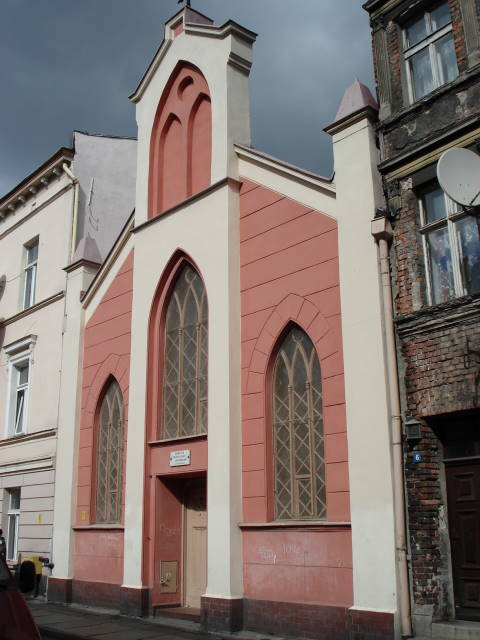
Kaplica w Toruniu
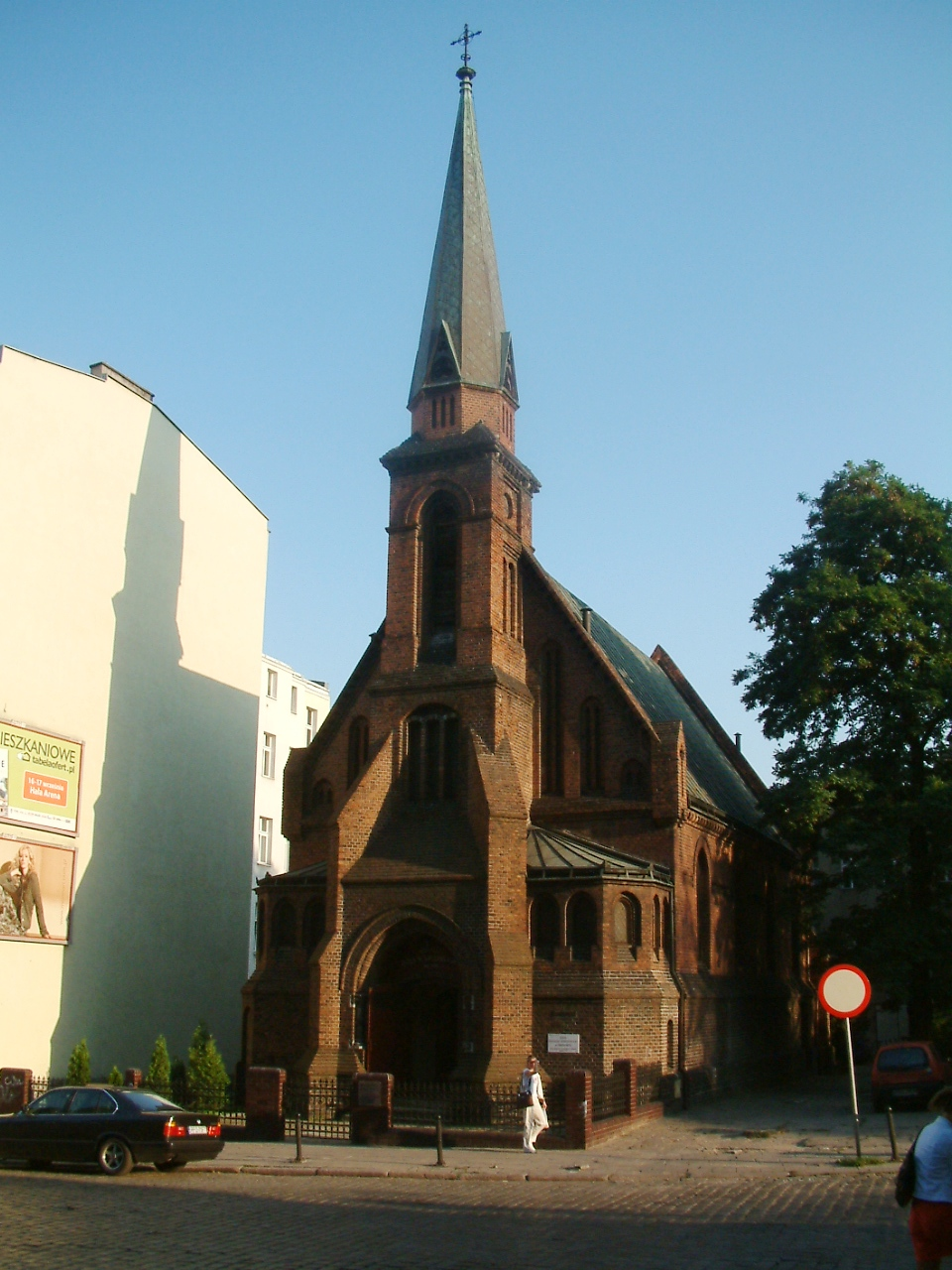
Kościół w Poznaniu
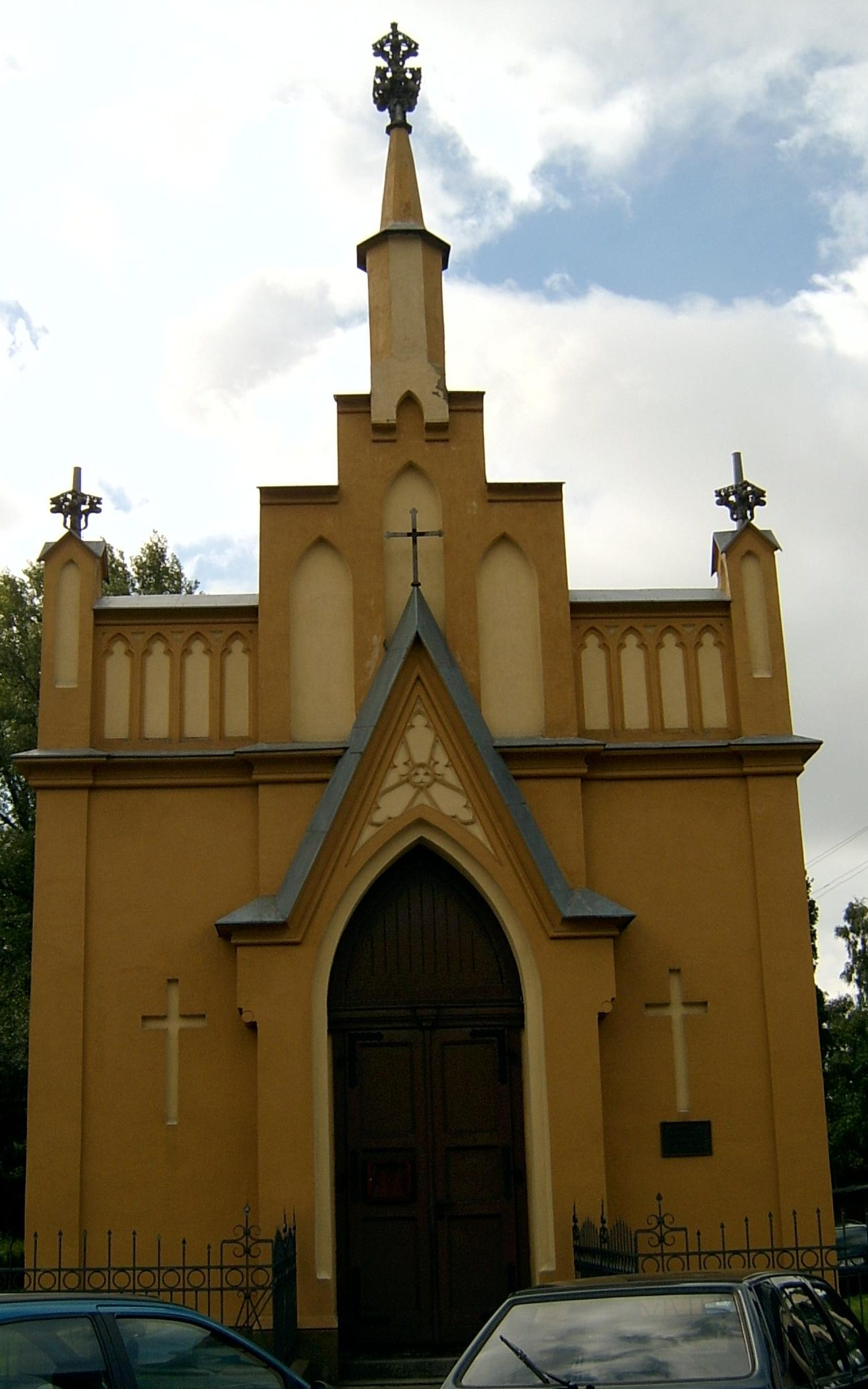
Kaplica w Lesznie
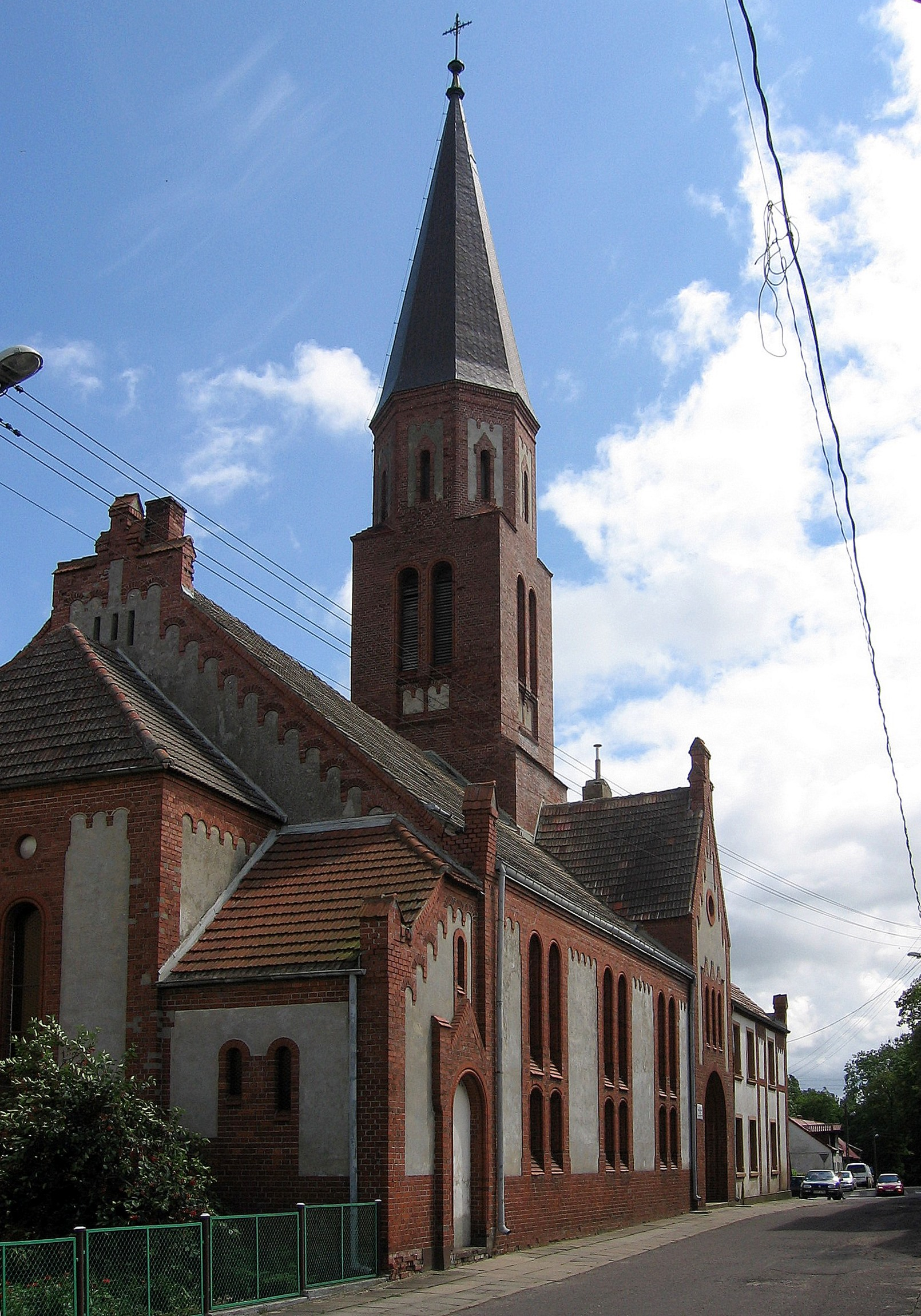
Kościół św. Jana w Trzebiatowie
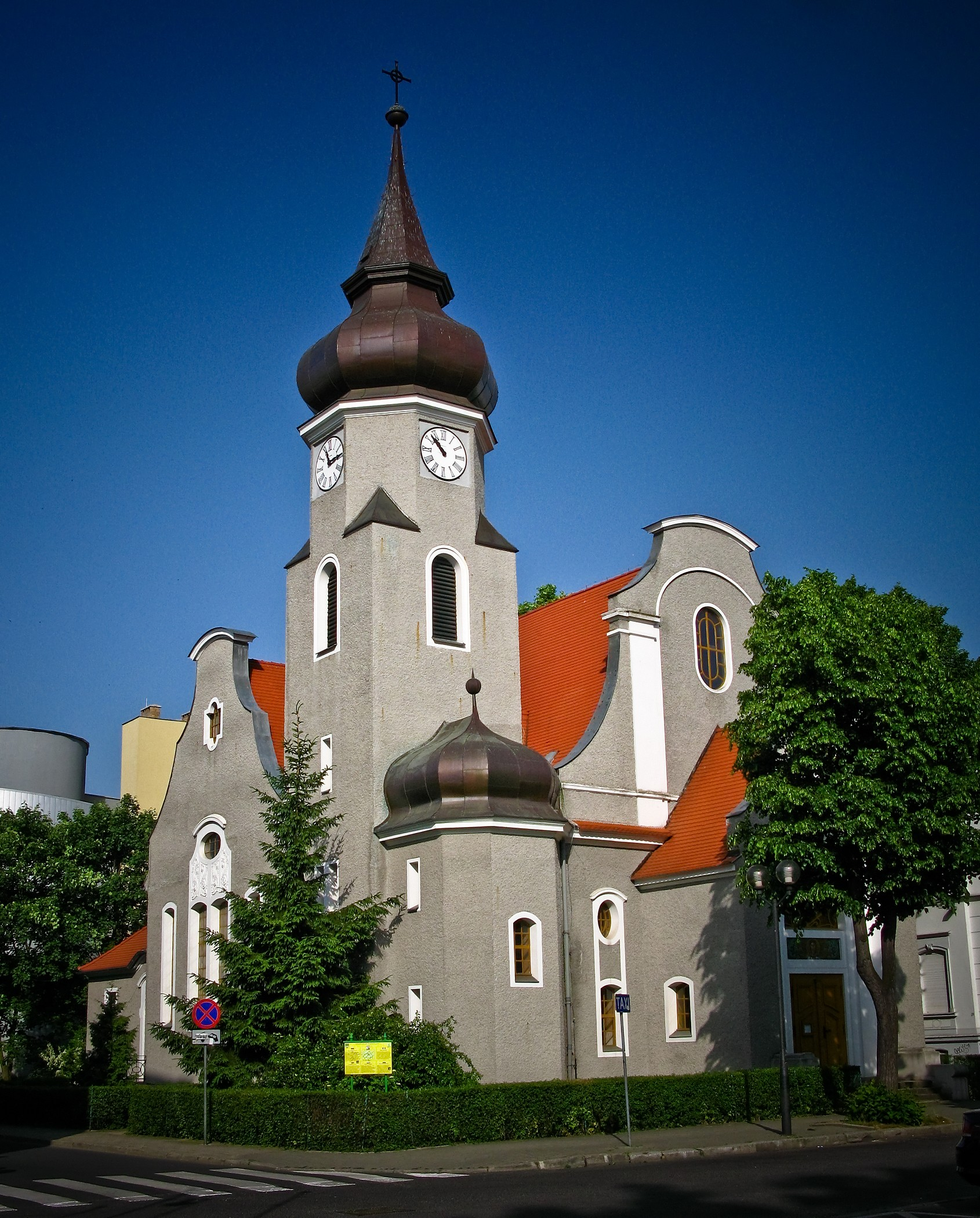
Kościół w Zielonej Górze
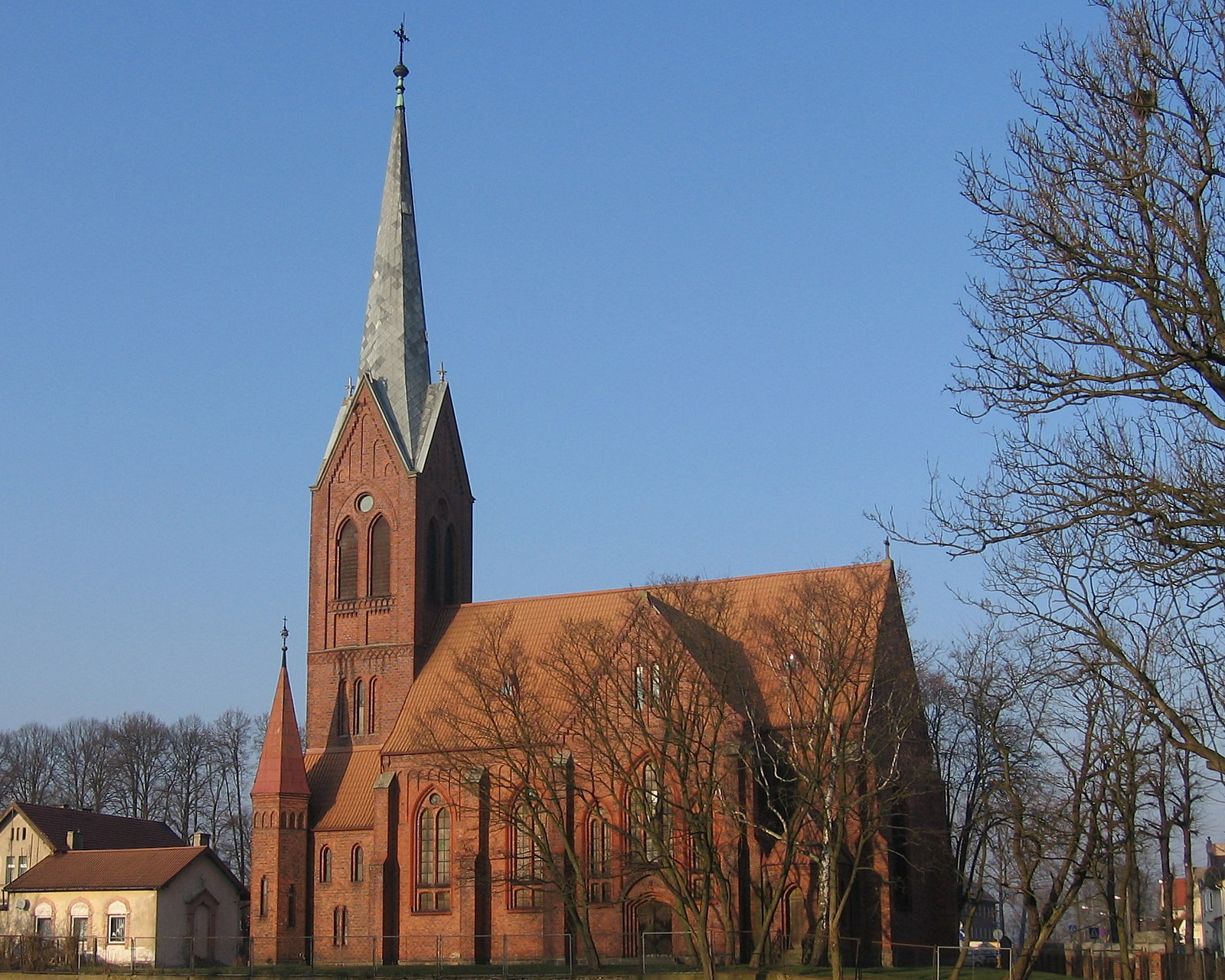
Kościół św. Jana w Gryficach
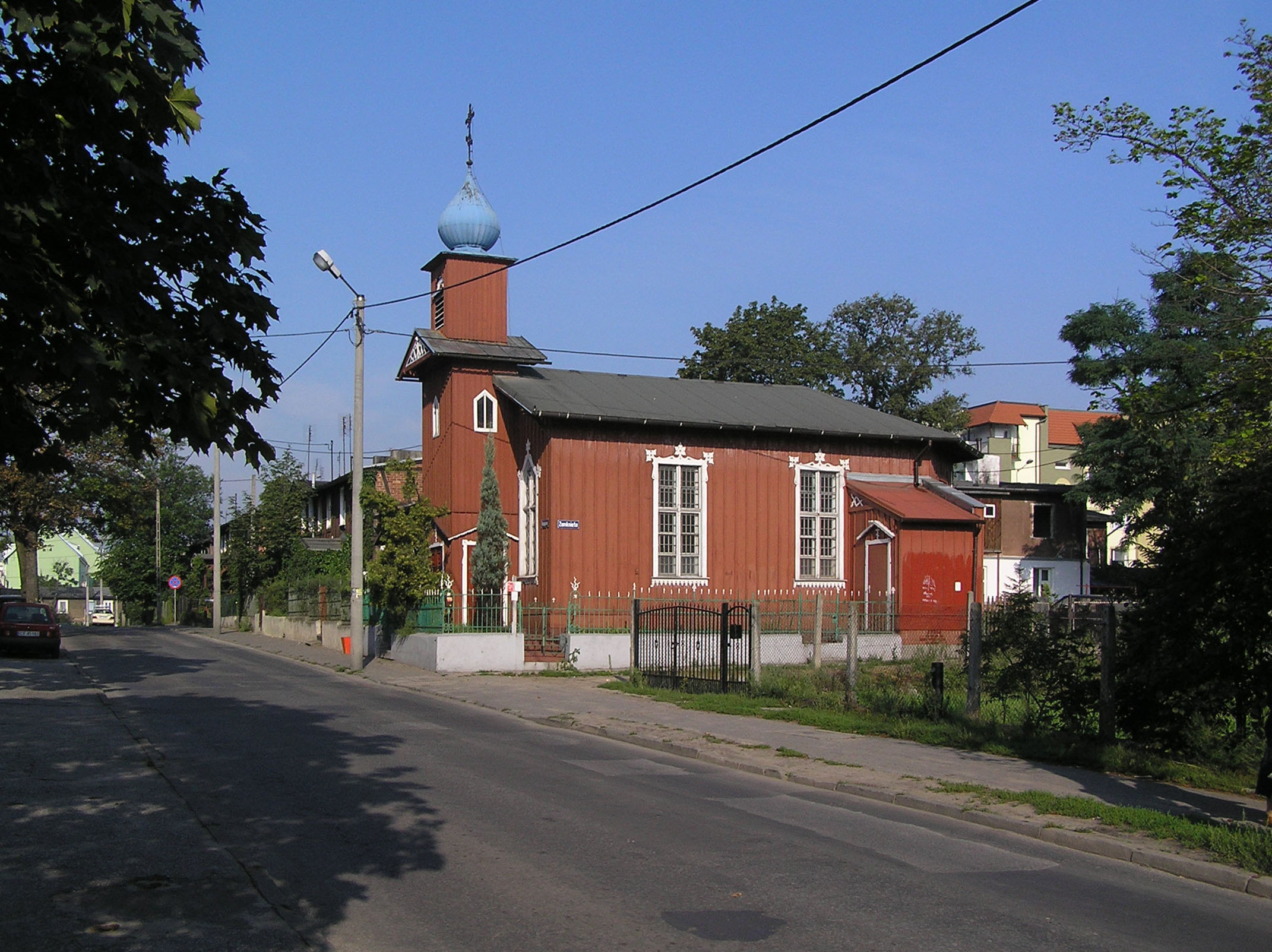
Kaplica w Toruniu na Mokrem
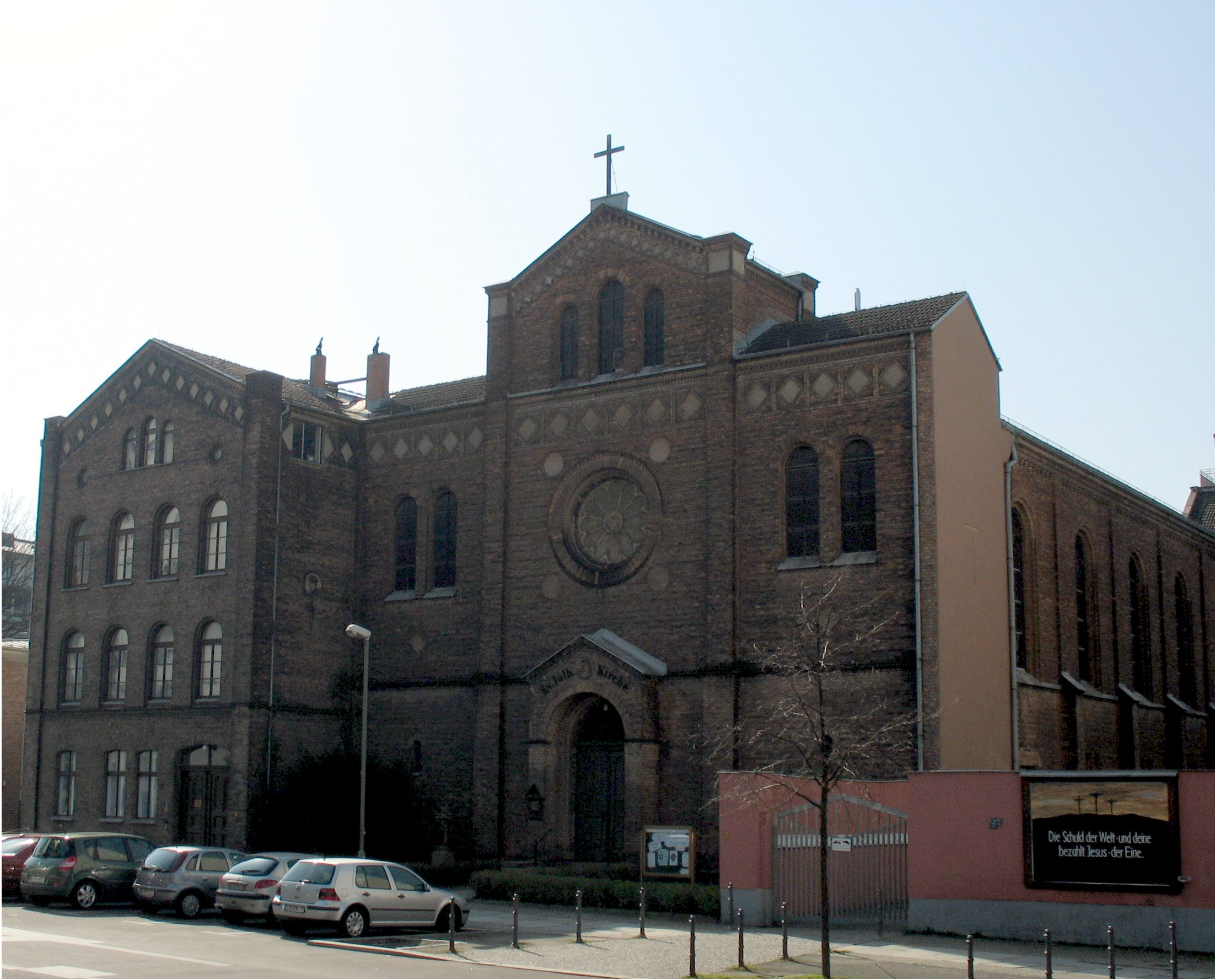
Kościół Ewangelicko-Luterański w Berlinie (Mitte)
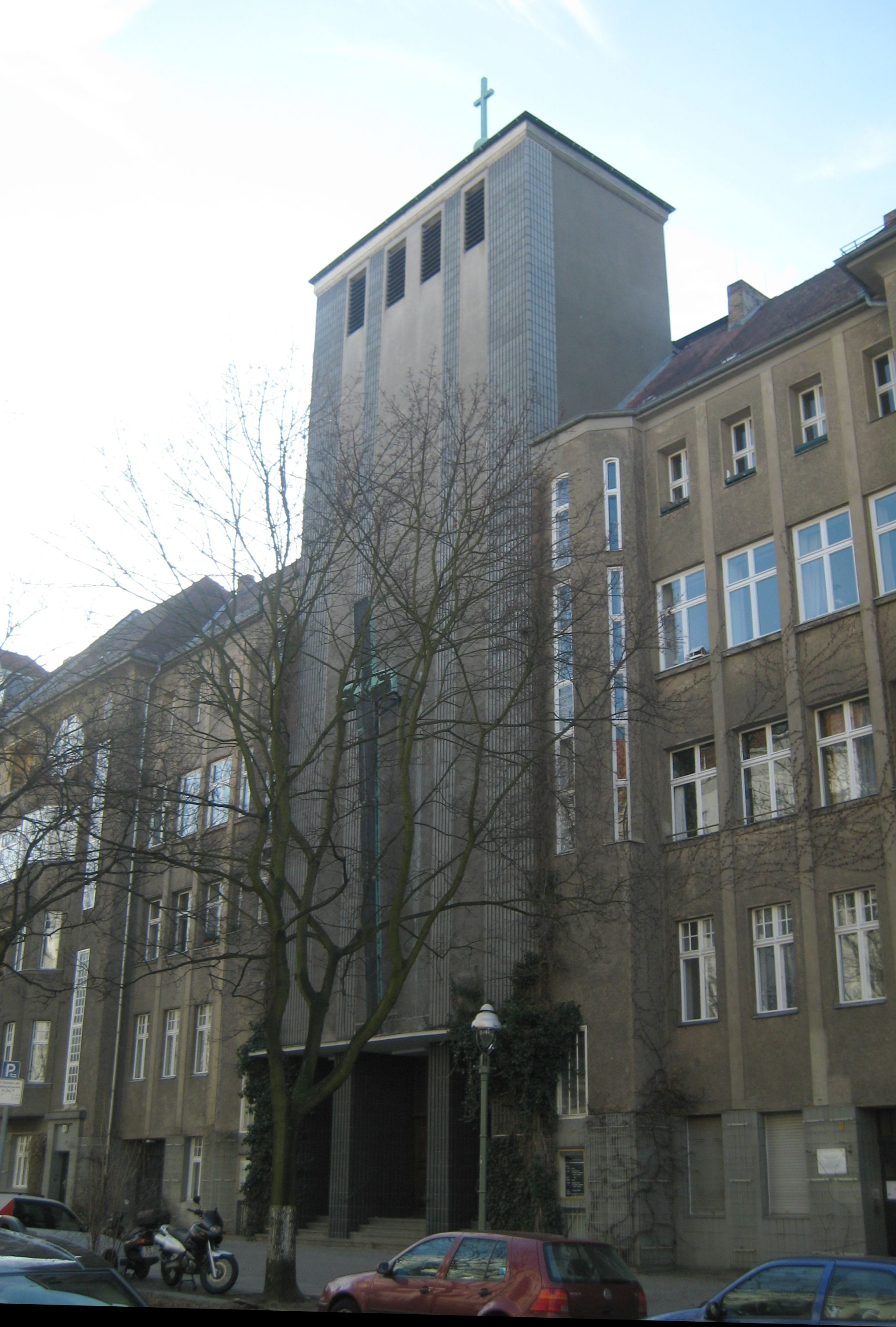
Kościół Świętego Krzyża w Berlinie Wilmersdorf
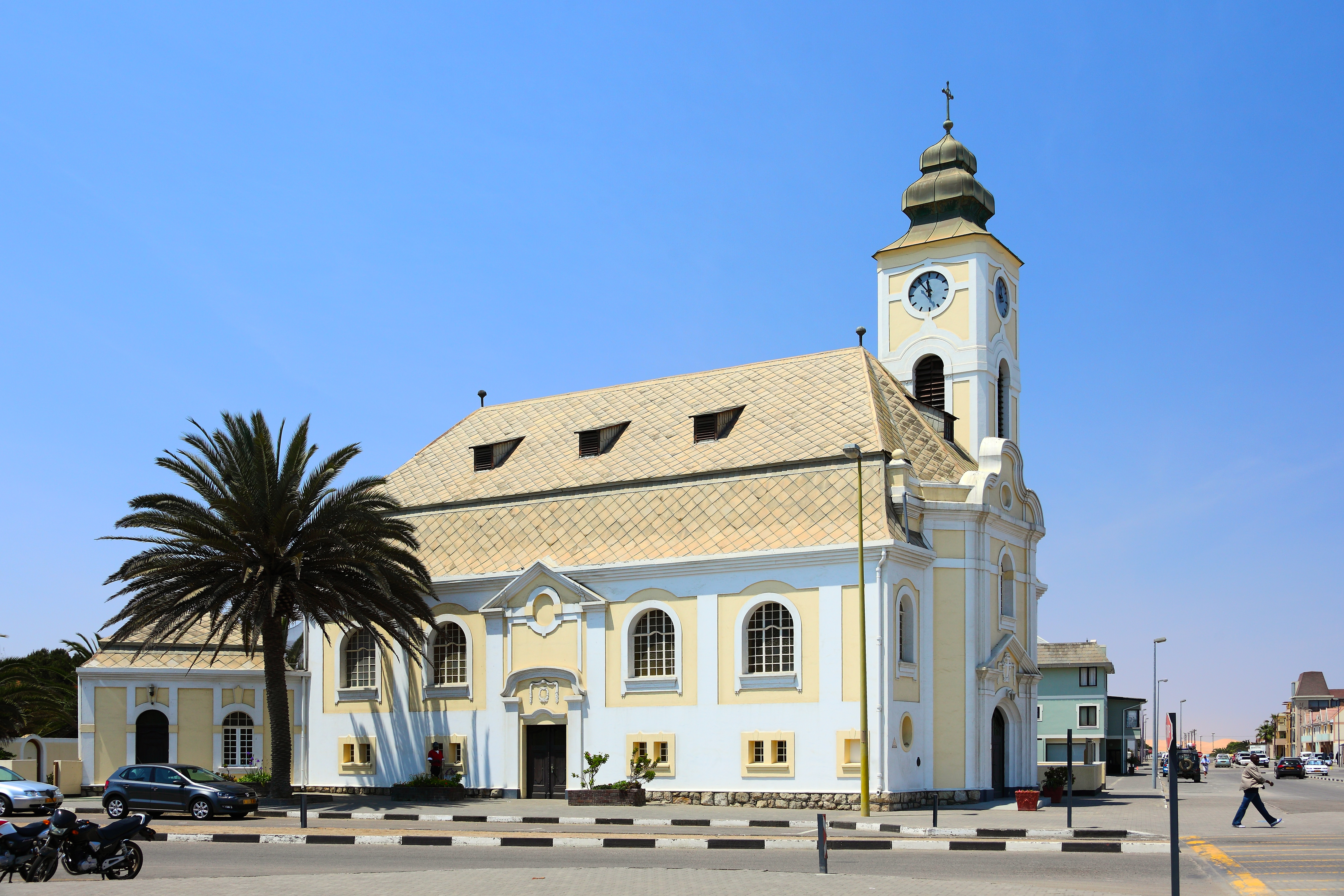
Kościół Ewangelicko-Luterański w Swakopmundzie